# Velika nagrada Pikardije 1933
Velika nagrada Pikardije 1933 je bila neprvenstvena dirka za Veliko nagrado v sezoni 1933. Odvijala se je 21. maja 1933 v francoskem mestu Péronne. Dirko, ki sta zaznamovali dve smrtni nesreči, v katerih sta umrla francoska dirkača Louis Trintignant in Guy Bouriat, je dobil Philippe Étancelin, drugo mesto je osvojil Raymond Sommer, oba Alfa Romeo Monza, tretji pa je bil Marcel Lehoux z Bugattijem T51.

## Poročilo

### Pred dirko
Na isti dan je potekala tudi nemška dirka Avusrennen. Avtomobilski klub Picardie-Artois je ozko 9765 km dolgo stezo opremil z dodatnimi šikanami. Za zmago je bila razpisana nagrada 10.000 frankov. Večina francoskih dirkačev se je udeležila dirke, na kateri so večinoma nastopali privatniki z Bugattiji, prijavljeni pa so bili tudi štirje dirkači z Alfo Romeo Monza. Benoît Falchetto, Guy Moll, Bernasconi in Willy Longueville se dirke kljub prijavi niso udeležili.

### Prosti trening
Na sobotnem prostem treningu je Louis Trintignant izgubil nadzor nad svojim dirkalnikom Bugatti T35C, ko se je pri visoki hitrosti izogibal policistu, ki je nenadoma stopil na stezo v ovinku Mons-en-Chausseé. Dirkalnik je trčil v miljni kamen in se petdeset metrov prevračal, Trintignant, ki ga je vrglo iz dirkalnika, je bil na mestu mrtev, ker so ga po vratu porezali delci vetrobranskega stekla. Po Ottu Merzu na dirki Avusrennen je bila to že druga smrtna nesreča vikenda. Štartno vrsto je določil žreb štartnih številk.

### Dirka
Odlično je štartal zelo priljubljeni Guy Bouriat z dirkalnikom Bugatti T51, ki je iz tretje štartne vrste povedel, že kmalu pa ga je napdalal Philippe Étancelin. Dvoboj se je nadaljeval skozi prvo polovico dirke, v enajstem krogu pa je Étancelin le uspel prehiteti Bouriata. V šestnajstem krogu je Étancelin že imel nekajsekundno prednost in je na ravnini za krog prehitel Julia Villarsa, ki se je umaknil Étancelinu, nato pa takoj zavil v njegovo zavetrje. Pri tem pa ni računal na Bouriata, ki je želel ostati čim bližje vodilnemu Étancelinu in s kolesi sta rahlo trčila. Bouriatov Bugatti je vse bolj zanašalo, dokler ni pri okoli 150 km/h zletel s steze in trčil v drevo. Ob trku je bil Bouriat na mestu mrtev, dirkalnik pa je močno zagorel. 
Dirka se je nadaljevala in Étancelin, ki ni vedel kaj se je pripetilo za njim, je še vedno vozil na polno, za njim pa sta borila za drugo mesto Raymond Sommer in Marcel Lehoux. Tudi Robert Brunet je imel nesrečo s svojim Bugattijem T51, toda utrpel je le zlom gležnja, ob tem so odstopili tudi še Gaupillat, Miquel, Felix, von Waldthausen in Delorme. Etancelin je zmagal s skoraj triminutno prednostjo pred Sommerjem, ki je bil le štiri sekunde pred Lehouxom. Četrti je bil že s krogom zaostanka Julio Villars, peti Pierre Bussienne, šesti in zadnji uvrščeni pa Eric Lora.

## Rezultati

### Dirka
| Poz | Št | Dirkač             | Moštvo                     | Dirkalnik        | Krogi | Čas/Odstop     | Št. m. |
| --- | -- | ------------------ | -------------------------- | ---------------- | ----- | -------------- | ------ |
| 1   | 2  | Philippe Étancelin | Privatnik                  | Alfa Romeo Monza | 20    | 1:25:36,2      | 1      |
| 2   | 4  | Raymond Sommer     | Privatnik                  | Alfa Romeo Monza | 20    | 1:28:24,0      | 2      |
| 3   | 6  | Marcel Lehoux      | Privatnik                  | Bugatti T51      | 20    | 1:28:28,0      | 3      |
| 4   | 28 | Julio Villars      | Equipe Villars-Waldthausen | Alfa Romeo Monza | 20    | 1:35:11,0      | 11     |
| 5   | 20 | Pierre Bussienne   | Privatnik                  | Bugatti T51      | 20    | 1:35:44,4      | 9      |
| 6   | 18 | »Eric Lora«        | Privatnik                  | Bugatti T35C     | 19    | +1 krog        | 8      |
| Ods | 26 | Jean Delorme       | Privatnik                  | Bugatti T35C     |       |                | 10     |
| Ods | 30 | Karl Waldthausen   | Equipe Villars-Waldthausen | Alfa Romeo Monza |       |                | 12     |
| Ods | 36 | Robert Brunet      | Privatnik                  | Bugatti T51      |       | Trčenje        | 13     |
| Ods | 10 | Pierre Felix       | Privatnik                  | Bugatti T35C     |       |                | 5      |
| Ods | 12 | Guy Bouriat        | Privatnik                  | Bugatti T51      | 10    | Smrtna nesreča | 6      |
| Ods | 16 | Raoul Miquel       | Privatnik                  | Bugatti T35B     |       |                | 7      |
| Ods | 8  | Jean Gaupillat     | Privatnik                  | Bugatti T51      |       |                | 4      |
| DNS | 34 | Louis Trintignant  | Privatnik                  | Bugatti T51      |       | Smrtna nesreča |        |
| DNA | 14 | Benoît Falchetto   | Privatnik                  | Bugatti T35B     |       |                |        |
| DNA | 22 | Guy Moll           | Privatnik                  | Bugatti T51      |       |                |        |
| DNA | 24 | Bernasconi         | Privatnik                  | Bugatti T35C     |       |                |        |
| DNA | 32 | Willy Longueville  | Privatnik                  | Bugatti T35B     |       |                |        |